# Castries
Castries (in creolo delle Antille Kastri) è la capitale di Saint Lucia, Stato insulare del Commonwealth in America Centrale, tra il Mar dei Caraibi orientale e l'Oceano Atlantico.

## Storia
Fondata dai francesi nel 1650, prende il nome da Charles Eugène Gabriel de la Croix, Marchese di Castries (in Francia). Il nome precedente della città era "Carenage" (che significa "ancoraggio sicuro").
Distrutta dalle fiamme in più di un'occasione, Castries è stata ricostruita in modo radicale, soprattutto dopo il 19 giugno 1948.

## Clima
| Castries            | Mesi | Mesi | Mesi | Mesi | Mesi | Mesi | Mesi | Mesi | Mesi | Mesi | Mesi | Mesi | Stagioni | Stagioni | Stagioni | Stagioni | Anno  |
| Castries            | Gen  | Feb  | Mar  | Apr  | Mag  | Giu  | Lug  | Ago  | Set  | Ott  | Nov  | Dic  | Inv      | Pri      | Est      | Aut      | Anno  |
| ------------------- | ---- | ---- | ---- | ---- | ---- | ---- | ---- | ---- | ---- | ---- | ---- | ---- | -------- | -------- | -------- | -------- | ----- |
| T. max. media (°C)  | 27,8 | 28,3 | 28,9 | 30,4 | 31,0 | 30,8 | 30,5 | 30,9 | 30,9 | 30,4 | 29,4 | 28,3 | 28,1     | 30,1     | 30,7     | 30,2     | 29,8  |
| T. min. media (°C)  | 20,7 | 20,6 | 20,7 | 21,7 | 22,8 | 23,3 | 23,3 | 23,2 | 22,8 | 22,3 | 21,9 | 21,2 | 20,8     | 21,7     | 23,3     | 22,3     | 22,0  |
| Precipitazioni (mm) | 123  | 95   | 76   | 89   | 125  | 199  | 247  | 207  | 225  | 261  | 216  | 158  | 376      | 290      | 653      | 702      | 2 021 |

## Turismo
Quello di Castries è un porto che attrae molte navi da crociera.

## Infrastrutture e trasporti

### Aeroporti
Castries possiede l'Aeroporto George F. L. Charles, di interesse locale. I passeggeri di lunga distanza arrivano all'Aeroporto Internazionale Hewanorra, vicino a Vieux Fort.

## Istituzioni regionali
Oltre ad essere la capitale di Saint Lucia, ospita il segretariato dell'Organizzazione degli Stati dei Caraibi Orientali ed il quartier generale della Corte Suprema dell'Est dei Caraibi.